# Morella salicifolia
Morella salicifolia là một loài thực vật có hoa trong họ Myricaceae. Loài này được (Hochst. ex A. Rich.) Verdc. & Polhill mô tả khoa học đầu tiên năm 1998.